# Грб Краснојарске Покрајине
Грб Краснојарске Покрајине је званични симбол једног од субјеката Руске федерације са статусом покрајине — Краснојарске Покрајине. Грб је званично усвојен 12. фебруара 1999. године.

## Опис грба
У црвеном штиту са једном вертикалном азурно-плавом пругом у лијевој половини, стоји ходајући златни лав. Лав у десној шапи држи златну лопату, а у лијевој златни срп. Штит је крунисан пијадесталом и ордењем са лентама који чине круну, а окружен је златним вијенцем од храстовог лишћа и боровог гранчица повезаних плавом траком. 
Лав симболизује снагу, храброст и дарежљивост. Алат за рад у шапама лава указује на историјско, главно занимања становништва ове покрајине: лопата симболизује рударство, а срп пољопривреду.